# Valerio la Martire
Valerio la Martire (Roma, 5 novembre 1981) è uno scrittore italiano.

## Biografia
Ha studiato sceneggiatura cinematografica a Roma. Il suo primo romanzo I ragazzi geisha viene pubblicato nel 2009 da Edizioni Croce.
Nel 2013 esce Stranizza, edito da Bakemono Lab. Liberamente ispirato al delitto di Giarre, il libro riceve il patrocinio di Amnesty International nella nuova edizione del 2016 edita da David and Matthaus. I diritti cinematografici vengono opzionati da Ibla film.
Dal 2014 al 2016 pubblica la saga urban fantasy Nephilim, edita da Armando Curcio Editore, con protagonisti i Nefilim, personaggi della tradizione ebraica. Nel 2022 la saga viene ripubblicata in un unico volume da DZ Edizioni.
Partecipa nel 2017 all'antologia Yokai, spiriti inquieti, pubblicata da Bakemono Lab, con il racconto onirico La ragazza con le catene nel quadro.
Dalla collaborazione con Medici senza frontiere nel 2017 esce il romanzo Intoccabili: un medico italiano nella più grande epidemia di Ebola nella storia, edito da Marsilio Editori. Il libro racconta l'emergenza Ebola attraverso gli occhi di un operatore umanitario italiano.
Ha pubblicato tre volumi illustrati, Nopperaboo! e La foresta innevata con Bakemono Lab, e Cloack - Adrian con DZ Edizioni.
Nel 2019 pubblica sempre con la DZ Edizioni Elyss, urban fantasy spin-off della saga Nephilim.
Nel 2023 pubblica la nuova edizione di Stranizza, edito da Rizzoli Libri.
Nel 2024 è vincitore del Concorso Letterario Rainbook “Laura Grasso”, primo classificato nella categoria “Opere Edite”.
Nel 2025 viene tradotto in lingua ceca Stranizza, con il titolo Podivnost, edito da Meridione.

## Opere

### Romanzi
- I ragazzi geisha, Roma, Edizioni Croce, 2009. ISBN 978-88-6402-01-36; Roma, Bakemono Lab, 2016. ISBN 978-88-94826-02-9.
- Stranizza, Roma, Bakemono Lab, 2013. ISBN 978-88-904957-9-3; Pesaro, David and Matthaus, 2016. ISBN 978-88-6984-078-4; Milano, Rizzoli Libri, 2023. ISBN 978-88-1715-924-1; Praga, Meridione, 2025. ISBN 978-80-53037-03-7.
- Nephilim. Guerra in Purgatorio, Roma, Armando Curcio Editore, 2014. ISBN 978-88-6868-048-0.
- Nephilim. Ribellione all'inferno, Roma, Armando Curcio Editore, 2015. ISBN 978-88-6868-124-1.
- Nephilim. Attacco al Paradiso, Roma, Armando Curcio Editore, 2016. ISBN 978-88-6868-185-2.
- Intoccabili: un medico italiano nella più grande epidemia di Ebola nella storia, Venezia, Marsilio Editori, 2017. ISBN 978-88-3172-669-6.
- Elyss, Roma, DZ Edizioni, 2019. ISBN 978-88-9984-585-8.

### Libri illustrati
- Nopperaboo!, Roma, Bakemono Lab, 2013. ISBN 978-88-904957-5-5.
- La Foresta Innevata, Roma, Bakemono Lab, 2017. ISBN 978-88-94826-04-3.
- Cloack - Adrian, Roma, DZ Edizioni, 2018. ISBN 978-88-99845506.

### Film tratti dalle sue opere
- Stranizza d'amuri, regia di Giuseppe Fiorello (2023)